# Dhawalagiri
La zone de Dhawalagiri (en népalais : धवलागिरी अञ्चल) est l'une des quatorze anciennes zones du Népal qui ont été supprimées lors de la réorganisation administrative de 2015. Elle était rattachée à la région de développement Ouest.

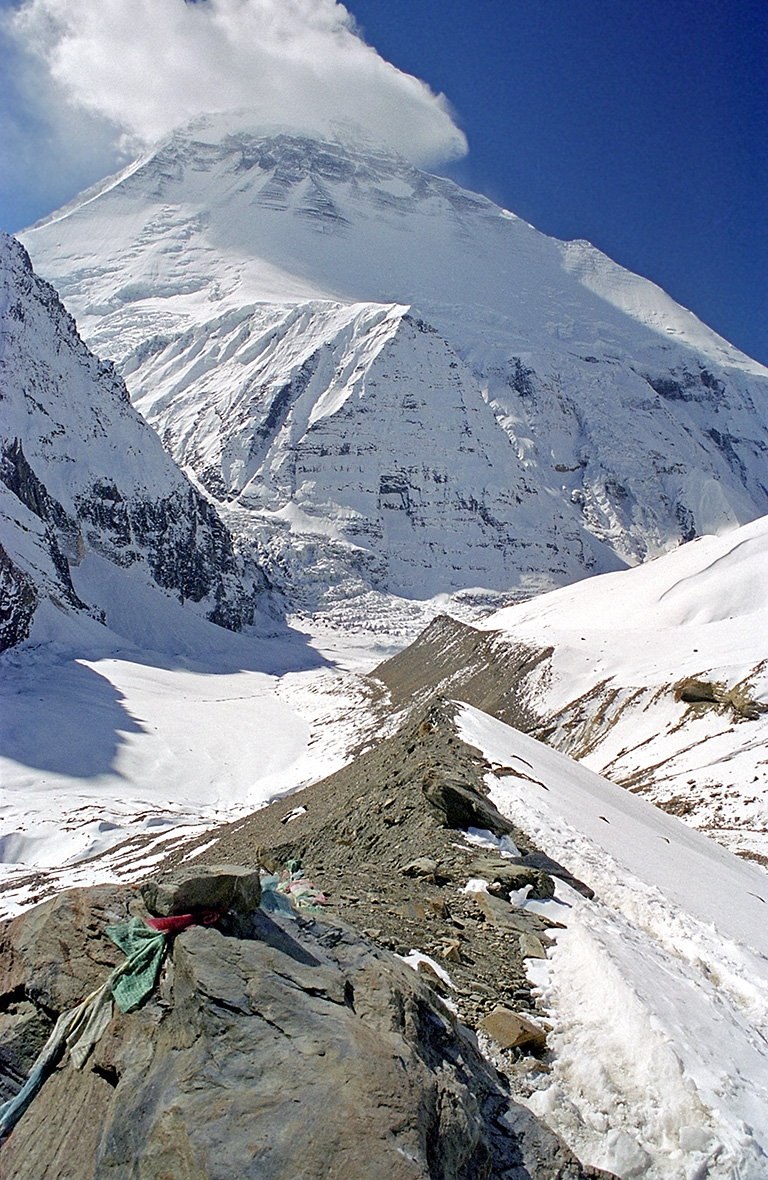
Chaîne de montagnes du Dhaulagiri

Elle était subdivisée en quatre districts :
- district de Baglung ;
- district de Mustang ;
- district de Myagdi ;
- district de Parbat.